# Транспорт Узбекистана
Транспорт в Узбекистане имеет важнейшее значение. Территории страны со средними размерами и большая плотность населения, разобщённость центров промышленности и сельского хозяйства, а также удалённость от мировых рынков делают обладание развитой транспортной системы жизненно необходимым для Узбекистана.

## Железные дороги

Логотип компании O’zbekiston Temir Yo’llari

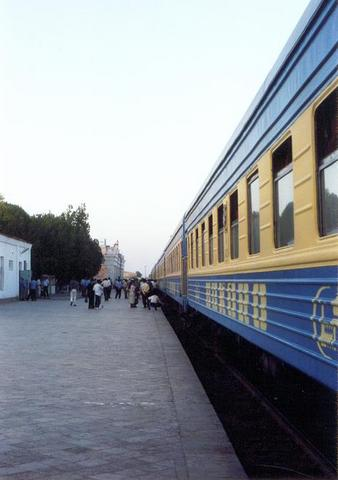
Поезд на вокзале Бухары

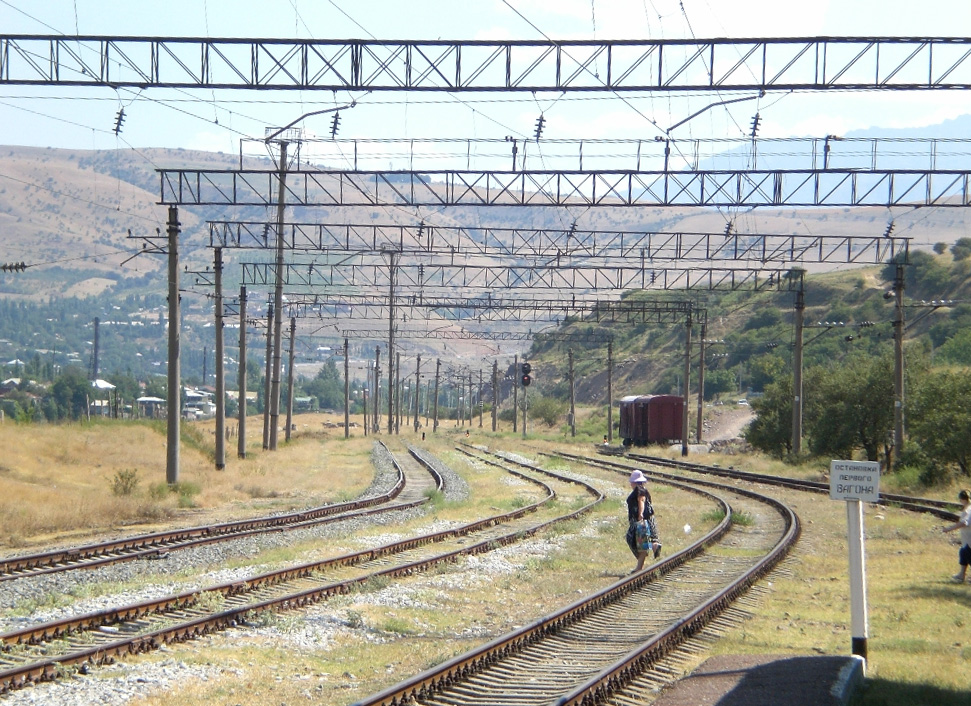
Переезды и линии

По состоянию на 2022 год, протяжённость железных дорог в Узбекистане составляет 7400 километров. Из них более 1300 километров электрифицированы. Главная линия железных дорог Узбекистана это часть Закаспийской железной дороги которая соединяла Ташкент с городами которые расположены на берегу реки Амударья. Узбекистан имеет железнодорожное сообщение со всеми окружающими соседними государствами. В эти государства входят: Казахстан, Кыргызстан, Туркменистан, Таджикистан и Афганистан.
Железными дорогами Узбекистана управляет государственная компания «Узбекистанские железные дороги» (узб. O'zbekiston Temir Yo'llari). Эта компания образована 7 ноября 1994 года на базе бывшей «Среднеазиатской железной дороги» расположенная на территории Республики Узбекистан. Общая развернутая длина главных путей компании по состоянию на 2008 год составляла около 3645 километров.. В компании работает более 54,7 тысячи человек.
Годовой грузооборот железной дороги составляет около 90 % от суммарного грузооборота всех видов транспорта страны. Адрес управления железной дороги: Республика Узбекистан, Ташкент, 100060, ул. Тараса Шевченко, 7. С октября 2002 года председателем компании является — Раматов Ачилбай Джуманиязович.
У Узбекистана есть железнодорожное сообщение транзитом через Казахстан, с такими российскими городами как: Москва, Санкт-Петербург, Самара, Казань, Уфа, Оренбург, Саранск, Саратов, Пенза, Рязань, Новосибирск, Челябинск. Также с Узбекистаном имеют железнодорожное сообщение другие города стран СНГ, такие как: Харьков, Алматы, Атырау, Актобе, Джезказган, Душанбе, Худжанд и др..

### Высокоскоростные железные дороги

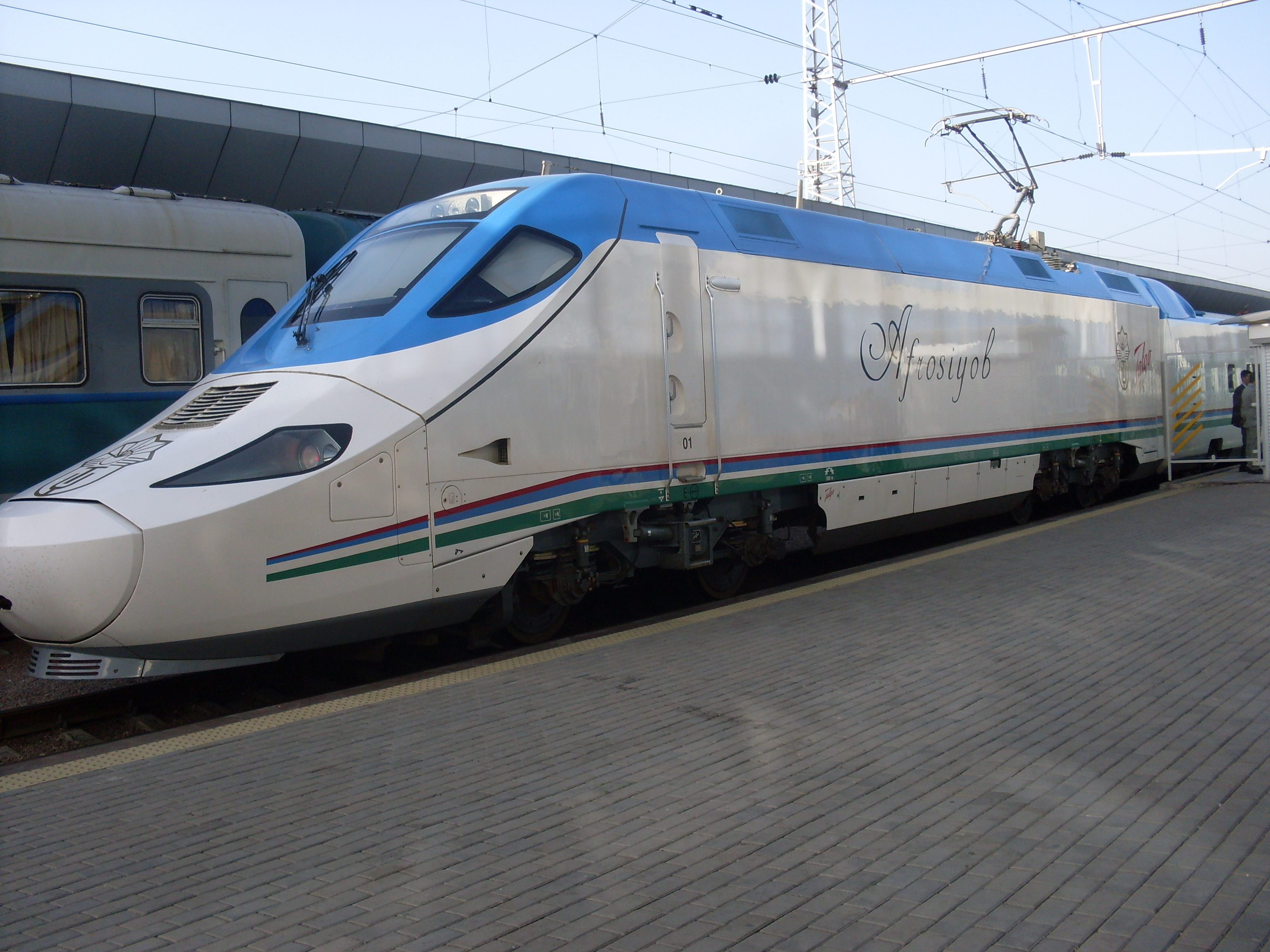
Высокоскоростной электропоезд Talgo 250 маршрута Afrosiyob

В ходе визита узбекского президента Ислама Каримова в Испанию в мае 2009 года была достигнута договоренность о реализации проекта по организации движения высокоскоростных электропоездов в Узбекистане. В ноябре 2009 года между компаниями «O’zbekiston Temir Yo’llari» и «Patentes Talgo S.L.» был подписан контракт на приобретение двух высокоскоростных электропоездов Talgo 250 общей стоимостью 38 миллионов евро. 5 января 2010 года Президент Республики Узбекистан подписал Постановление "О мерах по реализации проекта приобретения двух высокоскоростных пассажирских электропоездов «Talgo 250». Финансирование данного проекта осуществлялось за счет средств «O’zbekiston Temir Yo’llari», а также кредита Фонда реконструкции и развития Республики Узбекистан.
Высокоскоростная железная дорога Ташкент-Самарканд — высокоскоростная железная дорога имеющая длину в 344 километра, соединяющая два крупнейших города Узбекистана Ташкент и Самарканд. Дорога проходит через 4 области: Ташкентскую, Сырдарьинскую, Джизакскую и Самаркандскую. Линию обслуживает поезд «Afrosiyob», курсирующий семь дней в неделю. Проектные работы осуществлялись институтами «Boshtransloyiha» и «O’zbekiston Temir Yo’llari». Строительство линии началось 11 марта 2011 года, и было завершено за 5 месяцев. Линия включает в себя как новые, так и заново перестроенные пути, которые были дополнены современной сигнальной системой, на протяжении всего маршрута от Ташкента до Самарканда. В рамках модернизации инфраструктуры компания «O’zbekiston Temir Yo’llari» также завершила работы по улучшению технического состояния путей и контактной подвески общей протяженностью 600 километров, систем связи и сигнализации стоимостью около $50 млн.
Впервые в Узбекистане на данном участке построено 4 новых металлических моста через каналы общей протяженностью 400 м с применением пролетов длиной 110 м. Конструкция мостов позволяет пропускать поезда со скоростью 200 км/ч. Завершены пусконаладочные работы по инфраструктуре, включая модернизацию систем электрификации, сигнализации и телекоммуникаций, обеспечивающих скорость движения поездов на указанном участке 250 км/ч. Завершены пусконаладочные работы по инфраструктуре, включая модернизацию систем электрификации, сигнализации и телекоммуникаций, обеспечивающих скорость движения поездов на указанном участке 250 км/ч. Обследовано состояние 409 существующих на участке Ташкент — Самарканд искусственных сооружений, в том числе 154 моста. Реконструированы станции, охраняемые переезды, построены новые переезды. С начала строительства на участке в соответствии с проектом построены 189 искусственных сооружений, в том числе 148 водопроводных труб, 40 дюкеров, 1 железнодорожный путепровод тоннельного типа длиной 142 м. Выполнены работы по переустройству существующих 65 пересечений различных инженерных коммуникаций, в их числе 43 линий электропередач, 10 газопроводов среднего и высокого давления, 6 водопроводов и 6 линий связи.
Была завершена установка ограждений общей протяженностью 684 км из сборных железобетонных и металлических конструкций для обеспечения безопасности движения по всему маршруту движения высокоскоростных поездов вдоль железнодорожной линии Ташкент — Самарканд. Реконструированы пассажирские платформы на станциях Ташкент-пассажирский и Самарканд для обеспечения приема и отправления высокоскоростного поезда «Afrosiyob». Для организации высокоскоростного движения на участке от Ташкента до Самарканда «O’zbekiston Temir Yo’llari» вложила значительные средства для модернизации железнодорожной инфраструктуры, инвестировав в проект около 170 млн долларов. Полная стоимость проекта составила $225 млн.

### Другие железнодорожные проекты
Узбекистан планирует реализовать проект по запуску новой скоростной железной дороги стоимостью $520 млн до 2015 года. Данный проект по строительству скоростной магистрали Самарканд — Бухара — Карши будет осуществлен за счет кредитов Азиатского банка развития, Японского агентства международного сотрудничества JICA на сумму $520 млн и собственных средств компании. Общая стоимость проекта составляет $961,5 млн. Ачилбай Раматов заявил, что компания планирует закупить у испанской «Patentes Talgo S.A.» дополнительно от двух до четырёх скоростных поездов.
При успешной реализации данного проекта, жители и гости города Навои получат возможность сократить время поездки в столицу. По подсчетам данный скоростной поезд должен преодолеть расстояние Навои-Ташкент за 3-3,5 часа. Для сравнения уже курсирующий поезд «Sharq», данное расстояние преодолевает за 6 часов.

## Метрополитен

Станция метро «Хамид Алимджан»

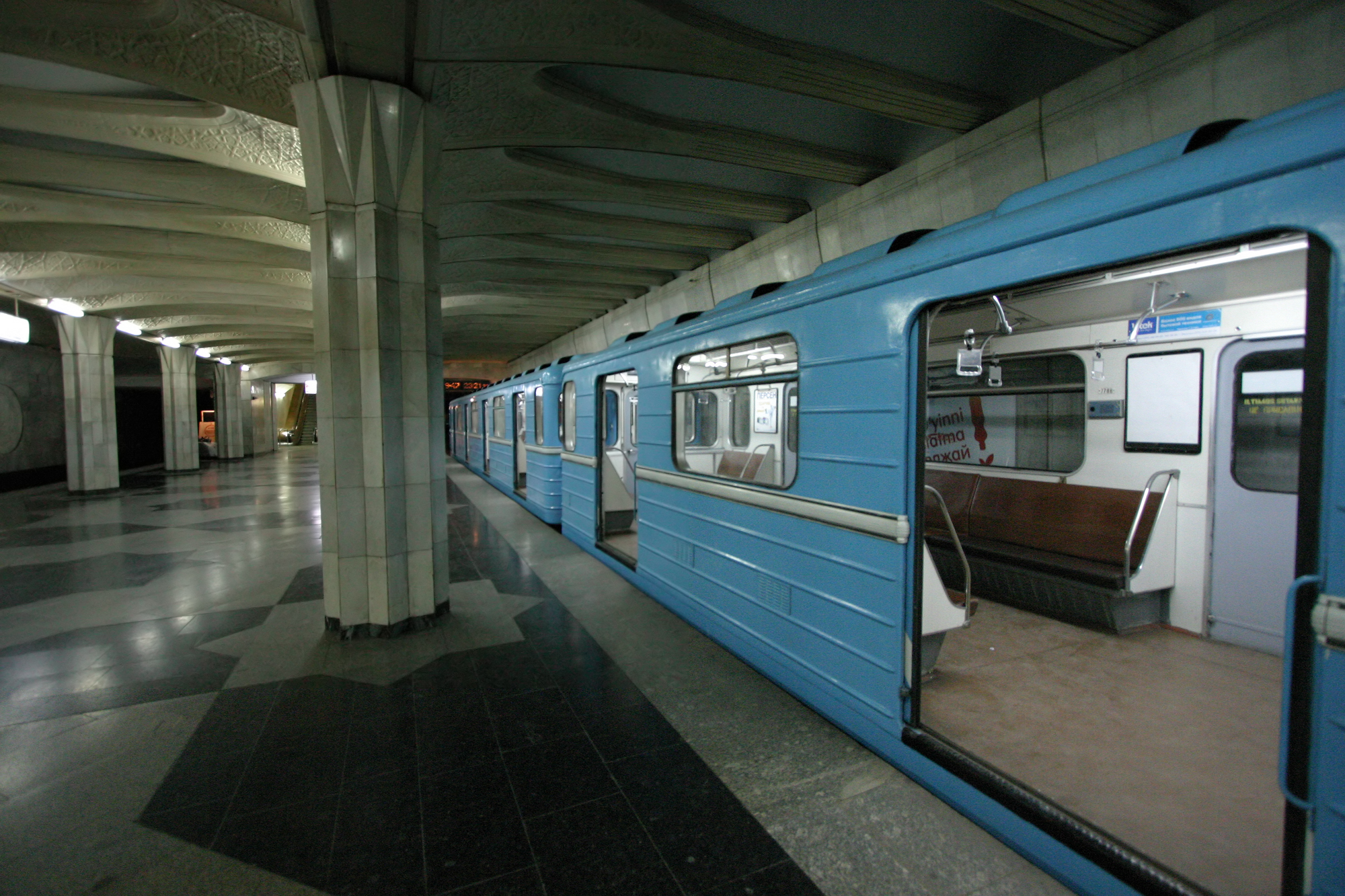
Вагоны Ташкентского метрополитена

В Узбекистане имеется один городской метрополитен который расположен в Ташкенте. Строительство Ташкентского метрополитена началось в 1968—1970 годах, и первая линия (получившая позже название Чиланзарская) длиной 12,2 км с 9 станциями была запущена в 1977 году.
В настоящее время протяжённость трёх линий метро с 29 станциями составляет 36,2 км. По прогнозам, за ближайшие пять лет объём перевозок Ташкентским метрополитеном возрастёт в 1,4 раза. В 2010 году метрополитеном было перевезено 68,0 миллиона пассажиров. Учитывая, что Ташкент занимает площадь 260  км² и насчитывает более двух с половиной миллионов жителей, метрополитен является стратегически важной, но недостаточно загруженной транспортной системой. Наземных станций в метрополитене нет, однако есть три коротких наземных участка с метромостами через ташкентские каналы.
В сентябре 2001 года стала действовать новая, третья линия метро — Юнусабадская. Строительство этой линии протяжённостью 6,4 км с шестью подземными станциями было завершено в конце августа. Ежедневно новая линия метро перевозит до 60 тысяч пассажиров, а общий ежедневный пассажирооборот достиг 450 тысяч человек

## Автомобильные дороги

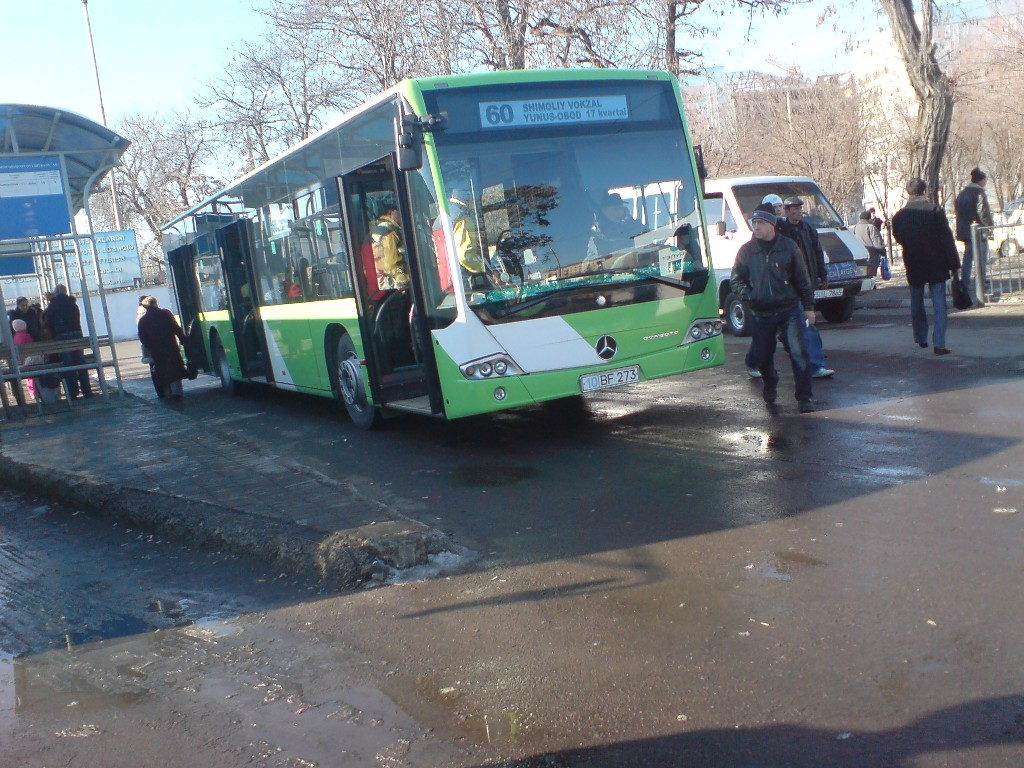
Автобус модели Mercedes-Benz в Ташкенте

По состоянию на 2010 год, в Узбекистане протяженность автомобильных дорог составляет более 183 000 километров.

### Общественный транспорт
Общественный транспорт широко распространен во всех городах Узбекистана. В Узбекистане представлены все виды общественного транспорта, такие как:
- Такси
- Маршрутное такси
- Автобус
- Троллейбус
- Трамвай
- Метрополитен

## Водный транспорт
Узбекистан не имеет выхода к мировому океану и морям, но имеет небольшой речной транспорт, который курсирует по одной из крупных рек Средней Азии и Узбекистана — Амударьи. Главные речные порты страны это: Термезский и порты городов Хорезмской области и Каракалпакстана. Узбекистан имеет 1100 километров внутренних водных путей. С середины 90-х годов понизился пассажирооборот по отношению к грузообороту из-за уменьшения уровня воды и ухудшения инфраструктуры окрестностей. По реке курсирует только небольшие суда и паромы.

## Воздушный транспорт
По состоянию на 2012 года, в Узбекистане 53 аэропортов, из них более двадцати продолжают функционировать. Шесть аэропортов имеют взлетно-посадочных полос, длина которых более 3000 метров. В Узбекистане имеется 11 международных аэропортов. Крупнейший аэропорт Узбекистана это — аэропорт Ташкент (Южный). С Ташкентским аэропортом связаны крупнейшие города мира, такие как: Москва, Санкт-Петербург, Киев (до 2022 года), Алматы, Астана, Нью-Йорк, Токио, Сеул, Пекин, Дели, Тегеран, Стамбул, Дубай, Лондон, Мюнхен, Париж, Мадрид, Рим, Милан, Женева, Прага и др. В Узбекистане имеется одна национальная авиакомпания — «Uzbekistan Airways», и одна частная авиакомпания — «Samarkand Airways».

### Список главных аэропортов Узбекистана

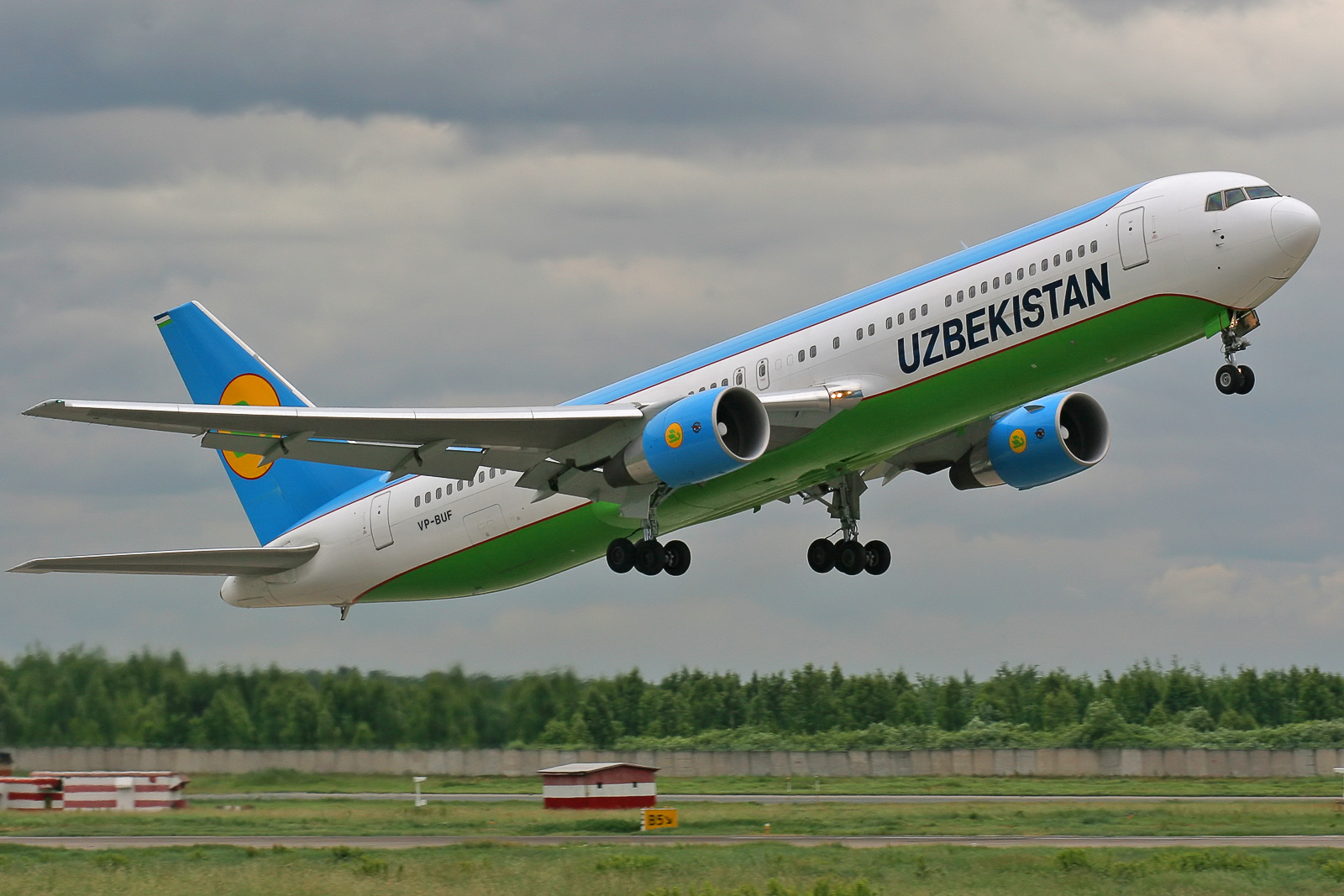
Boeing 767 авиакомпании Uzbekistan Airways

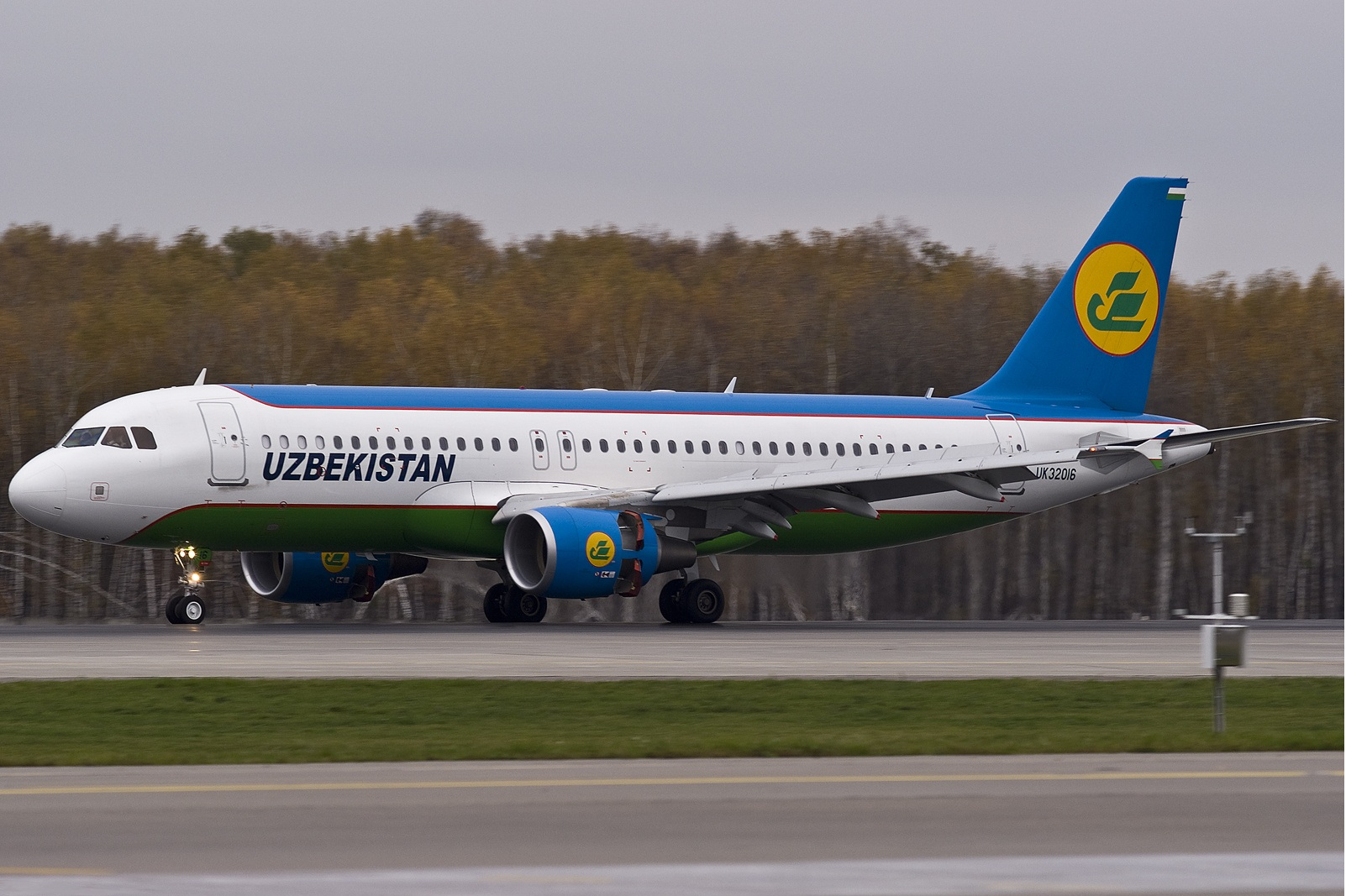
Airbus A320 авиакомпании Uzbekistan Airways

#### Международные аэропорты
- Ташкент (Южный)
- Самарканд
- Бухара
- Ургенч
- Наманган
- Фергана
- Андижан
- Термез
- Нукус
- Карши
- Навои

#### Аэропорты внутреннего назначения
- Ташкент (Сергели)
- Ташкент (Восточный)
- Карши (Ханабад)
- Коканд
- Джизак (Пахтакор)
- Зарафшан
- Муйнак
- Учкудук
- Тулей
- Кунград
- Аранчи
- Чирчик

## Трубопроводы
По состоянию на 2010 год, в Узбекистане было 10,253 километров газопроводов, 868 километров нефтепроводов и 33 километра трубопроводов для нефтепродуктов.